# Света Богородица (Бурилчево)
„Света Богородица“ (на македонска литературна норма: „Света Богородица“) е средновековна православна църква в кочанското село Бурилчево, източната част на Република Македония. Част е от Брегалнишката епархия на Македонската православна църква – Охридска архиепископия. Църквата е разположена на малко възвишение в северозападната част на селото. По своя изглед е средновековна и се предполага, че е от XII век. В 1932 година е частично обновена.